# Meišó
Meišó (japonsky 明正天皇, Meišó-tennó neboli císařovna Meišó, 9. ledna 1624, Kjóto – 4. prosince 1696, tamtéž) byla 109. císařem Japonska v souladu s tradičním pořadím posloupnosti.
Císařovna Meišó vládla v období od roku 1629 do roku 1643.
V japonských dějinách byla Meišó sedmou z osmi žen, jež se staly vládnoucími císařovnami. Šest vládnoucích císařoven před Meišó byly Suiko, Kógjoku/Saimei, Džitó, Gemmei, Genšó a Kóken/Šótoku. Poslední samostatnou vládkyní na Chryzantémovém trůně pak byla císařovna Go-Sakuramači.

## Životopis
Před nástupem na Chryzantémový trůn bylo její osobní jméno (imina) Okiko (興子 a její jméno před nástupem na trůn znělo Onna-Iči-no-mija (女一宮). Byla druhou dcerou císaře Go-Mizunóa. Její matkou byla Masako Tokugawa, dcera druhého tokugawského šóguna Hidetady Tokugawy, jenž byl synem zakladatele Tokugawského šógunátu Iejasua Tokugawy, a jeho manželky Oejo.
V císařském paláci Heian ve městě Heian-kjó přebývala Meišó ve Vnitřním paláci dairi, nikoli v části určené pro ženy náležející k císařskému dvoru. Neměla žádné vlastní děti, a tak po ní na Chryzantémový trůn nastoupil její nevlastní bratr z otcovy strany Cuguhito (紹仁) známý později jako císař Go-Kómjó. Její císařské jméno je odvozeno ze jmen dvou předchozích vládnoucích císařoven, Gemmei (707–715) a Genšó (715–724).
Princezna Okiko (Onna-Iči-no-mija) nastoupila na Chryzantémový trůn po abdikaci svého otce. Období její vlády se shoduje s roky rozvoje Tokugawského šógunátu, v jehož čele stál v té době Iemicu Tokugawa.

### Události za vlády Meišó
22. prosince 1629 se císař Go-Mizunó vzdal trůnu ve prospěch své dcery. Princezně Okiko bylo v té době 5 let a stala se tak první ženou na Chryzantémovém trůnu od dob císařovny Kóken/Šótoku, která zemřela v roce 770, tedy po 859 letech.
Roku 1632 zemřel bývalý šógun Hidetada Tokugawa.
V roce 1633 zasáhlo panství Odawara v tehdejší provincii Sagami (dnes prefektura Kanagawa) zemětřesení.
Následujícího roku navštívil šógun Iemicu Tokugawa Mijako. Panuje přesvědčení, že za císařovnu Meišó až do doby, než se vzdala trůnu ve prospěch svého mladšího nevlastního bratra, ve skutečnosti vládl její strýc Iemicu.
Roku 1635 byl v Mijako přijat vyslanec korejského krále Indža (1623–1649).
V roce 1637 vypuklo velké povstání klanu Arima a Šimabarské povstání, jehož se zúčastnilo mnoho křesťanů. K jejich potlačení byla vyslána vojska šógunátu. Následujícího roku byla obě povstání rozdrcena, přičemž bylo zabito na 37 000 povstalců. Křesťanství bylo v Japonsku zakázáno pod trestem smrti.
Španělská loď z Macaa přivezla 6. června 1640 do Nagasaki delegaci 61 lidí. Všichni byli 9. srpna sťati a jejich hlavy byly nabodány na kůly.
Roku 1641 byl císařovnin nevlastní bratr princ Cuguhito jmenován korunním princem.
V roce 1643 přibyl do Japonska vyslanec korejského krále. Téhož roku císařovna 14. listopadu 1643 v 15. roce své vlády abdikovala, načež na trůn nastoupil její nevlastní bratr princ Cuguhito jako císař Go-Kómjó.
Bývalá císařovna Meišó zemřela 4. prosince 1696 ve věku 72 let.
Meišó vládla patnáct let. Stejně jako tomu bylo u dalších šesti vládnoucích císařoven, jejichž následníci byli obvykle vybíráni z mužů otcovské císařské rodové linie, nastoupil i po císařovně Meišó na Chryzantémový trůn muž. Proto někteří konzervativní vzdělanci zastávají názor, že ženy-panovnice vládly vždy pouze dočasně, a že proto musí být v 21. století zachována tradice pouze mužského nástupnictví. Jedinou výjimkou stojící proti této konvenční argumentaci tak zůstává císařovna Gemmei, po níž jako jediná v japonské historii nastoupila na trůn její dcera Genšó.
Kami císařovny Meišó je uctíváno v císařském mauzoleu Cuki no wa no misasagi, které se nachází v chrámu Sennjúdži v kjótské čtvrti Higašijama-ku. Jsou zde rovněž uloženi její otec císař Go-Mizunó a její následovníci, císařové Go-Kómjó, Go-Sai, Reigen, Higašijama, Nakamikado, Sakuramači, Momozono, císařovna Go-Sakuramači a císař Go-Momozono.